# 田琚
田琚，山西徐溝人，明朝政治人物。舉人出身。
永樂六年，戊子科山西鄉試中舉，后任藁城主簿。